# Gilgamesh
Gilgamesh o Gilgameš (acadio: 𒄑𒂅𒈦, Gilgameš, /ɡɪl.'ɡa.meʃ/ anteriormente 𒄑𒉈𒂵𒈩 Bilgamesh), también conocido como Istubar, fue un soberano de la ciudad sumeria de Uruk (actual Warqa, en Irak) y un héroe de la mitología mesopotámica. Según la Lista Real Sumeria, Gilgamesh, hijo de la diosa Ninsun y de un sacerdote llamado Lillah, fue gobernante del distrito de Kulab y rey de Uruk. Hacia el año 2750 a. C. sucedió a Lugalbanda, reinó durante 126 años y dejó el trono a su hijo Ur-Nungal, quien gobernó durante 30 años. Los primeros estudiosos de la lengua sumeria leyeron su nombre, erróneamente, como Izdubar.
Ha alcanzado la fama sobre todo como protagonista del Poema de Gilgamesh, considerado la obra literaria más antigua del mundo. En el poema se relatan sus logros, acompañado por su amigo Enkidu, y su búsqueda de la inmortalidad tras la muerte de este.

## Epopeya de Gilgamesh
La leyenda paleo babilónica sobre este rey cuenta que los ciudadanos de Uruk, viéndose oprimidos, pidieron ayuda a los dioses, quienes enviaron a un personaje llamado Enkidu para que luchara contra Gilgamesh y lo venciera. Pero la lucha se torna muy pareja, sin un vencedor claro. Finalmente, Enkidu reconoce a Gilgamesh como rey y los dos luchadores se hacen amigos. Juntos deciden hacer un largo viaje en busca de aventuras, en el que se enfrentan a animales fantásticos y peligrosos.
En su ausencia, la diosa Inanna (conocida por los babilonios como Ishtar y más tarde como Astarté) cuida y protege la ciudad. Inanna declara su amor al héroe Gilgamesh, pero este la rechaza, provocando la ira de la diosa, quien en venganza envía al Toro de las tempestades para destruir a los dos personajes y a la ciudad entera. Gilgamesh y Enkidu matan al Toro, pero los dioses se enfurecen por este hecho y castigan a Enkidu con la muerte. Muy apenado por la muerte de su amigo, Gilgamesh recurre a un sabio llamado Utnapishtim (Ziusudra en sumerio, que puede significar 'el de los Días Remotos'), el único humano, junto con su esposa, al que los dioses salvaron del Diluvio Universal y concedieron la inmortalidad. Gilgamesh recurre a él para que le otorgue la vida eterna, pero Utnapishtim le dice que solo en una ocasión se concedió ese don a un humano, y que no volverá a repetirse, lo mismo que el Diluvio.
Finalmente, la esposa de Utnapishtim le pide a su esposo que, como consuelo por su viaje, le diga a Gilgamesh dónde localizar la planta que devuelve la juventud (mas no la vida o juventud eterna). El sabio cede y le revela que la planta está en lo más profundo del mar. Gilgamesh se decide a ir en su búsqueda y efectivamente la encuentra, pero de regreso a Uruk toma un baño, y al dejar la planta a un lado, una serpiente se la roba (basándose en que las serpientes cambian de piel, y que por ello vuelven a la juventud). El héroe retorna a la ciudad de Uruk, cuya magnificencia es descrita al final del poema.
Según fuentes periodísticas, en 2001, en un grupo de tablillas procedentes de Irak, el asiriólogo Giovanni Pettinato habría leído un final distinto de la epopeya, según el cual Gilgamesh se suicidó al regresar a Uruk, enterrándose vivo con ochenta miembros de su corte.
La figura de Gilgamesh conserva su vigencia porque el anhelo que lo mueve es universal (escapar de la muerte), y por tanto es universal la lección que recibe: que la inmortalidad es un don exclusivo de los dioses y es locura aspirar a ella. El lector de cualquier época se siente también conmovido por el canto a la amistad sagrada que contiene la obra, que probablemente influyó en la Ilíada de Homero.